# Ajmalina
Ajmalina é um alcalóide. Trata-se de um fármaco antiarrítmico. Foi descoberto em 1931.